# Rosario la Pacaya
Rosario la Pacaya är en ort i Mexiko.   Den ligger i kommunen Ocosingo och delstaten Chiapas, i den sydöstra delen av landet, 900 km öster om huvudstaden Mexico City. Rosario la Pacaya ligger 1 047 meter över havet och antalet invånare är 258.
Terrängen runt Rosario la Pacaya är kuperad åt nordväst, men åt sydost är den bergig. Runt Rosario la Pacaya är det glesbefolkat, med 16 invånare per kvadratkilometer. Närmaste större samhälle är Las Tazas, 4,7 km norr om Rosario la Pacaya. I omgivningarna runt Rosario la Pacaya växer i huvudsak städsegrön lövskog.